# El Paso (Texas)
El Paso is een stad in het uiterste westen van de Amerikaanse staat Texas. De stad is gelegen aan de rivier de Rio Grande, die de grens tussen Mexico en de Verenigde Staten vormt. Aan de andere kant van het water ligt de stad Ciudad Juárez, de grootste stad van de Mexicaanse deelstaat Chihuahua. De twee plaatsen vormen samen een stedelijk gebied met ongeveer 2,5 miljoen inwoners. De stad El Paso zelf telt 563.662 inwoners (2000).
Er is een sterke aanwezigheid van de federale overheid in El Paso, voornamelijk een militaire aanwezigheid. In El Paso bevinden zich het William Beaumont Army Medical Center, het Biggs Army Airfield en Fort Bliss. Fort Bliss is een van de grootste militaire complexen in de Verenigde Staten en het grootste trainingsgebied van het land.

## Geschiedenis

### Zestiende eeuw
In de zestiende eeuw werd het gebied voornamelijk bevolkt door Manso, Suma en Jumano indianenstammen. Na de aankomst van de Spanjaarden gingen deze op in een 'Mestizo'-cultuur, tezamen met nieuwe immigranten uit centraal Mexico.
Het was Juan de Oñate, geboren in Nieuw-Spanje die de kolonisatie van de noordelijke gebieden van het latere Nieuw-Spanje zou beginnen. Hij was de eerste kolonist die de Río Bravo del Norte (Rio Grande) zag nabij het huidige El Paso in 1598. Mogelijks passeerden er ook al vier overlevenden van de expeditie van Narváez in het midden van de jaren 1530.

### Zeventiende eeuw
In 1607 of 1610 werd de hoofdstad van de nieuwe provincie Santa Fe de Nuevo México (kortweg Nuevo México) gesticht: Santa Fe, meer dan 400 kilometer naar het noorden.
In 1659, meer dan een eeuw na het eerste bezoek van Juan de Oñate, werd de stad "El Paso del Norte" gesticht, op de zuidelijke oever van de Río Bravo del Norte (nu in Mexico). De stad bevond zich op de route van Mexico naar Santa Fe. Van 1680 tot 1692 diende het kleine stadje tijdelijk als uitvalsbasis voor het Spaanse bestuur van Nuevo México.

### Negentiende eeuw
In 1803 koopt de Verenigde Staten Louisiana van de Fransen. De formele grens met de Verenigde Staten bleef voorlopig op een afstand van enkele honderden kilometers liggen, maar vanaf de jaren 1820 zouden de Amerikanen een grotere invloed beginnen uit te oefenen: via handel over de Santa Fe Trail (vanuit Kansas via Santa Fe) (vanaf 1822) en vanuit het oosten.

#### Onafhankelijk Mexico
In 1821 werd Mexico onafhankelijk van Spanje. Vanaf 1825 vond er een grote migratie plaats van Amerikaanse kolonisten naar Texas, maar de Texaanse Revolutie in 1836 had geen grote impact op het gebied rond El Paso, omdat er zich hier niet veel Amerikanen hadden gevestigd. El Paso was van 1821 tot 1848 wel de grootste stad van Mexicaanse territorium van Nuevo México (dus vóór hoofdplaats Santa Fe).

#### Deel van Amerika (1845)
Sinds 1836 claimde de Texaanse Republiek het gebied rond El Paso wel. De volgende tien jaar werd de autoriteit in El Paso in de praktijk gedeeld door Mexicanen en Texanen. In 1845 sloot de Texaanse Republiek zich aan bij de Verenigde Staten en werd het gebied definitief Amerikaans.
Na de Mexicaans-Amerikaanse oorlog (1846-48) werden de nederzettingen op de noordelijke oever van de Rio Grande deel van de Verenigde Staten (Verdrag van Guadalupe Hidalgo, 1848). Sindsdien is het Amerikaanse El Paso gescheiden van het oude El Paso del Norte op de Mexicaanse oever (nu Ciudad Juárez). Het huidige New Mexico werd ook geannexeerd na diezelfde oorlog en hetzelfde verdrag. De westelijke grens van El Paso (tussen Texas en New Mexico) werd in 1850 vastgelegd bij de oprichting van het territorium van New Mexico.
Na 1865 (einde van de burgeroorlog) vestigden er zich wat meer Engelstaligen in El Paso. Het zou echter nog even duren eer de Engelstaligen in de meerderheid waren. De Amerikaanse stad El Paso kreeg lokaal zelfbestuur ("incorporation") in 1873. In de jaren 70 woonden er slechts 23 Engelstalige blanken in El Paso, tegenover 150 Hispanics.

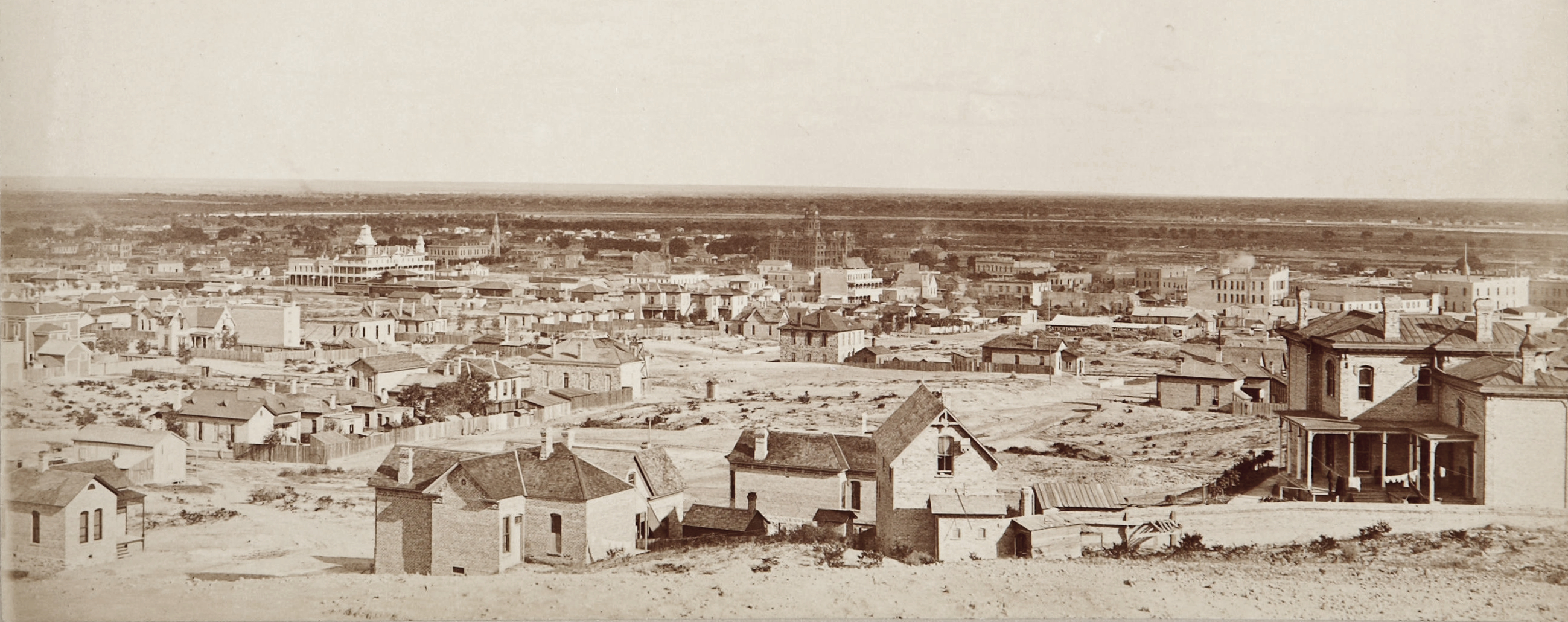
El Paso rond 1880
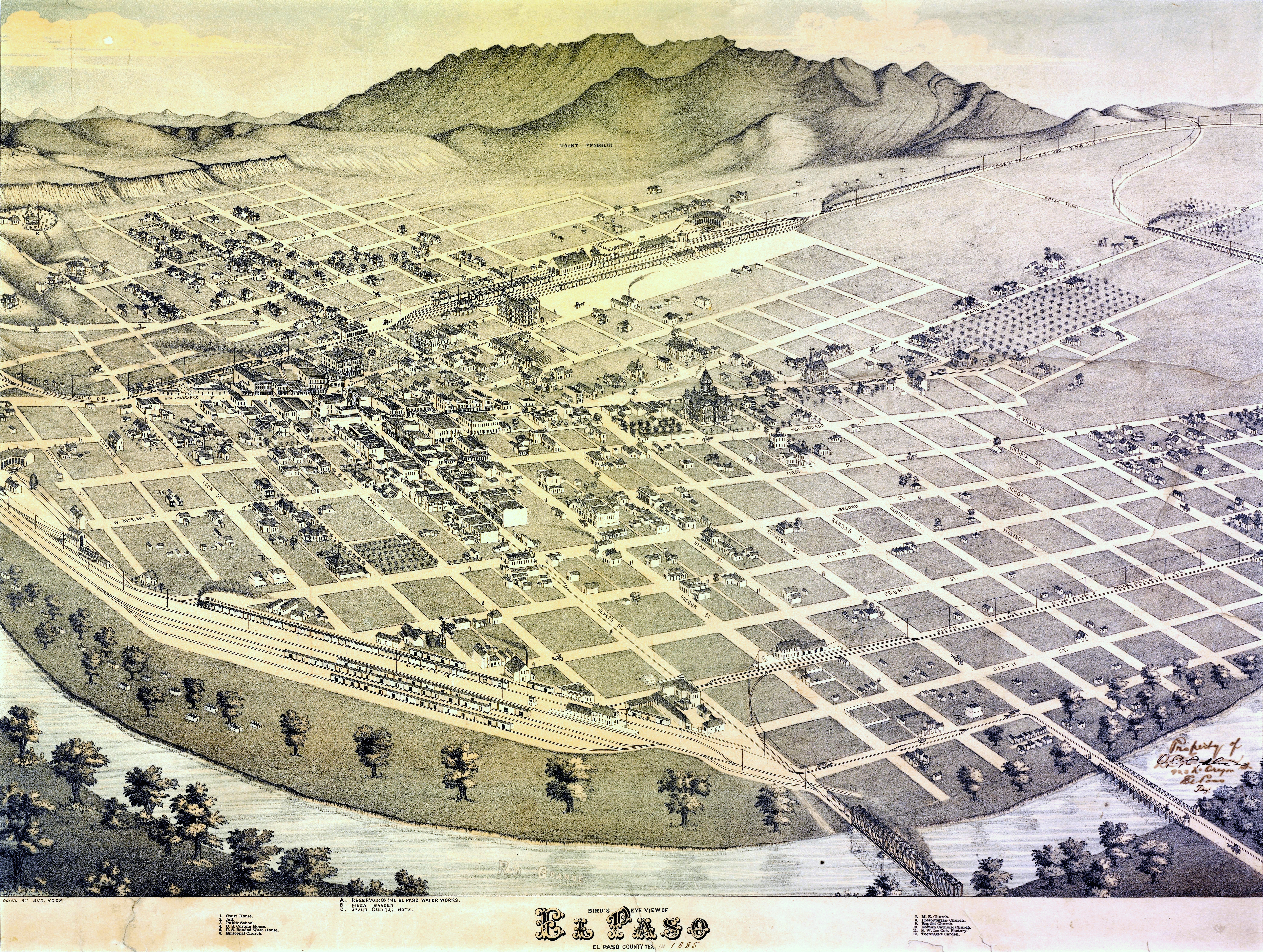
Kaart van El Paso tijdens de boom van de jaren 1880

#### Spoorweg enboom
In 1881 werd een spoorweg aangelegd naar Topeka in Kansas, waardoor de bevolking snel zou toenemen. In 1890 had El Paso al ongeveer 10 000 inwoners. Door de locatie nabij de grens en de vele nieuwkomers in de stad kreeg El Paso het karakter van een gewelddadige en wilde boomtown die omwille van zijn wetteloosheid bekend stond als de "Six Shoot Capital".
In 1888 werd het Mexicaanse El Paso hernoemd naar Juarez, waardoor de naamsverwarring tussen het Mexicaanse en Amerikaanse El Paso verdween.
In 2019 vond hier de schietpartij in El Paso plaats.

## Geografie

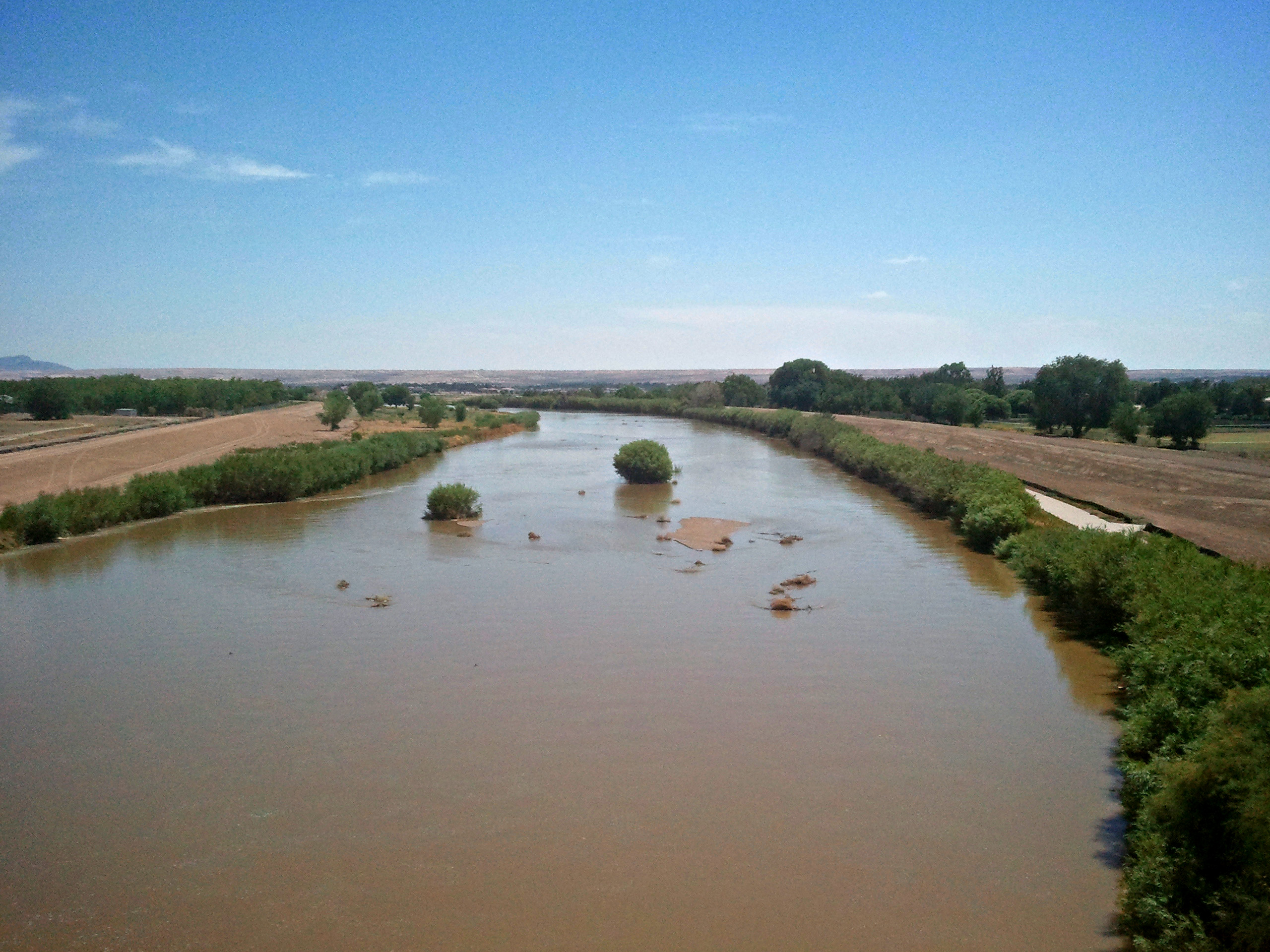
De Rio Grande in het westen van El Paso, tegen de grens met New Mexico

El Paso ligt in de Chihuahuawoestijn, het meest oostelijke deel van de Basin and Range Province.
El Paso is de enige grote stad in Texas die in de Mountain Time Zone ligt. Opvallend is dat El Paso dichter ligt bij de hoofdplaatsen van vier andere Amerikaanse deelstaten (Phoenix op 555 km, Santa Fe op 439 km, Ciudad Chihuahua op 351 km, Hermosillo op 523 km) dan Austin, de hoofdstad van Texas (op 850 km). Ook ligt El Paso dichter bij Los Angeles (1100 km), aan de Californische kust, dan het uiterste oosten van de staat Texas (1381 km).
De stad ligt op zo'n 1200 meter. De Franklin Mountains komen tot in El Paso (in het noorden) en scheiden de stad bijna in twee delen. Het westelijke deel vormt het begin van de Mesilla Valley; het oostelijke deel geeft uit op de woestijn en de lagere vallei van de Rio Grande. De hoogste berg is North Franklin Mountain (2192 m). De bergtop is zichtbaar vanaf 100 kilometer afstand in alle richtingen.
In de stad ligt het 9700 hectare grote Franklin Mountains State Park, het grootste stadspark in de Verenigde Staten en ligt geheel in El Paso.

### Klimaat
El Paso heeft een typisch woestijnklimaat. Er valt zo'n 250 mm neerslag per jaar, voornamelijk in de zomer. Volgens de klimaatclassificatie van Köppen heeft de stad een warm woestijnklimaat (BWh), nabij de grens met een koud woestijnklimaat (BWk). De zomers zijn er heet met een lage luchtvochtigheid. De winters zijn er koel tot zacht en droog. De neerslag in de zomermaanden komt voornamelijk door de Noord-Amerikaanse moesson, die waterdamp aanvoert.
De zon schijnt zo'n 302 dagen per jaar, gemiddeld zo'n 83% van de daguren. Dit leverde El Paso de bijnaam "The Sun City" op.

## Plaatsen in de nabije omgeving
De onderstaande figuur toont nabijgelegen plaatsen in een straal van 24 km rond El Paso.

## Golfbanen
Elf mannen besloten op 25 april 1906 een countryclub in El Paso op te richten. De 9-holes golfbaan werd op 1 juni 1906 geopend. De baan was primitief, de fairways werden nauwelijks gemaaid en de greens waren van zand. In 1922 kreeg de club een stuk land van Zach E White waarna daar een 18 holesbaan werd aangelegd. Er zijn nu ook tennisbanen en een zwembad, waar de zwemkampioenschappen van El Paso worden gehouden. Dankzij de Rio Grande, die langs de baan loopt, is er nooit een watertekort. Lee Trevino kwam hier vaak om te oefenen sinds hij door Martin Lettunich was uitgenodigd om tegen Raymond Floyd te spelen en een baantje kreeg aangeboden als assistent-pro. In de zestiger jaren werden twee leden zijn sponsor om op de PGA Tour te spelen, en in 1968 won hij het US Open. Trevino oefende dagelijks op de El Paso CC en in 1971 won hij in één maand het US Open, het Canadees Open en het Brits Open. Hij werd Sports Illustrated's 'Sportsman of the Year'. Van 2002-2008 werd de El Paso Golf Classic van de Futures Tour op El Paso CC gespeeld.  

De Coronado Country Club, opgericht in 1957, en de Vista Hilles Country Club, opgericht in 1973, zijn ook besloten clubs, de andere golfbanen zijn openbaar. 
Sun City's Golf Championship
Een van de beste speelsters in El Paso is Jennifer Delgadillo (*1970), zij speelde dit kampioenschap 21 keer en won het in 2008. Ze won in 2010 het Sun Country Amateur Golf Association Public Links Championship en het New Mexico-West Texas Mid-Amateur Championship. Haar echtgenoot is golfprofessional in Ciudad Juárez.

## Bekende inwoners van El Paso

### Geboren
- Guy Kibbee (1882-1956), acteur
- Gene Roddenberry (1921-1991), schrijver
- Sandra Day O'Connor (1930-2023), jurist en rechter van het Hooggerechtshof van de Verenigde Staten
- Debbie Reynolds (1932-2016), actrice
- Don Bluth (1937), tekenaar en filmregisseur
- Phil Ochs (1940-1976), protestzanger
- Vikki Carr (1941), zangeres
- Lupe Ontiveros (1942-2012), actrice
- Barbara Lee (1946), politica
- Chavo Guerrero sr. (1947-2017), worstelaar
- Thomas Rosales jr. (1948), acteur en stuntman
- Judith Ivey (1951), actrice
- Patrick Forrester (1957), astronaut
- Vickie Guerrero (1968), worstelaarmanager
- Chavo Guerrero jr. (1970), worstelaar
- Alan Tudyk (1971), acteur
- Beto O'Rourke (1972), politicus
- Lombardo Boyar (1973), acteur
- Jorge Arias (1977), worstelaar
- Jair Marrufo (1977), voetbalscheidsrechter
- Nora Zehetner (1981), actrice
- Jordan Hinson (1991), actrice
- Diamond Dixon (1992), atlete
- Marcell Jacobs (1994), atleet
- Ricardo Pepi (2003), voetballer

### Overleden
- Margaret Osborne-duPont (1918-2012), tennisspeelster